# Evral Trapp
Evral Reginald Trapp (ur. 22 stycznia 1987) – belizeński piłkarz występujący na pozycji środkowego obrońcy, obecnie zawodnik Hankook Verdes. Jego brat David Trapp również jest piłkarzem.

## Kariera klubowa
Trapp rozpoczynał swoją karierę piłkarską w zespole Santel’s SC z siedzibą w mieście Santa Elena, z którym nie zdołał jednak odnieść żadnych sukcesów, a po roku przeniósł się do ekipy Ilagulei FC z Dangrigi. W sezonie 2008 wywalczył z nim jedyny w historii klubu, a także pierwszy w swojej przygodzie z piłką tytuł mistrza Belize. W późniejszym czasie został zawodnikiem drużyny Hankook Verdes, gdzie spędził kilka kolejnych miesięcy, po czym podpisał umowę z Hopkins FC, którego barwy reprezentował przez pół roku. W połowie 2011 roku przeszedł do San Ignacio United FC, gdzie przez następne dwanaście miesięcy miał niepodważalne miejsce w pierwszym składzie, pełniąc funkcję kapitana drużyny, lecz nie zanotował żadnych osiągnięć. W lipcu 2012 powrócił do Hankook Verdes.

## Kariera reprezentacyjna
W seniorskiej reprezentacji Belize Trapp zadebiutował za kadencji honduraskiego selekcjonera José de la Paza Herrery, 10 września 2010 w zremisowanym 0:0 meczu towarzyskim z Trynidadem i Tobago. W 2011 roku został powołany na turniej Copa Centroamericana, gdzie rozegrał dwa spotkania, a jego drużyna odpadła z rozgrywek już w fazie grupowej. Pięciokrotnie pojawiał się również na boiskach podczas eliminacji do Mistrzostw Świata 2014, jednak Belizeńczycy nie zdołali się ostatecznie zakwalifikować na mundial. W 2013 roku znów znalazł się w składzie na Copa Centroamericana, gdzie wwystąpił w trzech meczach, a jego zespół, prowadzony przez kostarykańskiego szkoleniowca Leroya Sherriera Lewisa, zajął czwartą lokatę, najwyższą w historii swoich występów w tym turnieju. Kilka miesięcy później został powołany przez amerykańskiego trenera Iana Morka na Złoty Puchar CONCACAF, gdzie rozegrał wszystkie trzy spotkania, a Belizeńczycy, debiutujący wówczas w tych rozgrywkach, zanotowali komplet porażek i odpadli z turnieju już w fazie grupowej.